# Alexander Martin (Politiker)

Alexander Martin

Alexander Martin (* 1740 im Hunterdon County, Province of New Jersey; † 10. November 1807 in Stokes County, North Carolina) war ein britisch-amerikanischer Politiker und der Gouverneur von North Carolina von 1782 bis 1784 und von 1789 bis 1792. Er gehörte der Partei der Föderalisten an und wird als einer der Gründerväter der USA angesehen.

## Frühe Jahre und politischer Aufstieg
Alexander Martin besuchte zunächst die örtlichen Schulen seiner Heimat, dann das Newark College und später die Princeton University. Um das Jahr 1761 kam er in das Guilford County nach North Carolina. Er studierte Jura und begann nach seinem erfolgreichen Abschluss eine juristische Karriere in Salisbury. Er war in der kolonialen Epoche Staatsanwalt, Friedensrichter und regulärer Richter in seinem Bezirk. Zwischen 1773 und 1774 war er Abgeordneter im kolonialen Parlament von North Carolina. Martin schloss sich dann der Amerikanischen Revolution an und wurde 1775 Delegierter auf einem Kongress, der die Unabhängigkeit North Carolinas vorbereitete. Im nun folgenden Krieg gegen die Briten wurde er Oberst. Er führte seine Einheit in die Schlachten von Brandywine und Germantown. Sein Verhalten während der Schlacht von Germantown brachte ihm ein Kriegsgerichtsverfahren wegen Feigheit ein. Er wurde allerdings von allen Vorwürfen freigesprochen. Daraufhin verließ er die Armee und kehrte in die Politik North Carolinas zurück. Zwischen 1778 und 1782 war er im Senat dieses Landes.

## Erste zusammenhängende Amtszeit als Gouverneur von North Carolina
Im Jahr 1781 war Martin Speaker (Präsident) des Senats von North Carolina. Als Gouverneur Thomas Burke im September 1781 in britische Kriegsgefangenschaft fiel und vier Monate gefangen war, übernahm Martin kommissarisch das Amt des Gouverneurs bis zur Rückkehr Burkes im Januar 1782. Im April 1782 wurde er dann regulär vom Parlament zum Gouverneur gewählt. In den folgenden beiden Jahren wurde er jeweils wiedergewählt, was ihm drei zusammenhängende Amtszeiten ermöglichte. Mehr erlaubte die damalige Verfassung nicht. Insgesamt war er vom 22. April 1782 bis zum 13. Mai 1785 Gouverneur von North Carolina. In dieser Zeit endete der Krieg mit den Briten und die amerikanische Unabhängigkeit wurde anerkannt. Die vordringliche Aufgabe war nun der Aufbau einer geordneten Verwaltung. Gleichzeitig gab es im Westen des Landes den Konflikt mit den separatistischen Provinzen, die sich unter dem Namen „State of Franklin“ für unabhängig erklärt hatten. Diese hatten den späteren ersten Gouverneur von Tennessee John Sevier zu ihrem Staatsoberhaupt bestimmt und strebten die Aufnahme als eigenständiger Staat in die USA an.

## Die Zeit zwischen den Amtszeiten als Gouverneur
Nach dem Ende seiner ersten zusammenhängenden Amtszeit wurde er wieder Präsident des Senats von North Carolina. Im Jahr 1787 war er Delegierter auf dem Verfassungskonvent der Vereinigten Staaten (Constitutional Convention) in Philadelphia.

## Zweite zusammenhängende Amtszeit als Gouverneur von North Carolina
Im Jahr 1789 wurde er erneut zum Gouverneur seines Landes gewählt. Seine Amtszeit begann am 17. Dezember 1789 und endete nach zweimaliger Wiederwahl am 14. Dezember 1792. Er setzte einen Schwerpunkt auf die Bildungspolitik und unterstützte die Gründung der University of North Carolina. Die westlichen Landesteile wurden endgültig aufgegeben. Dort richtete Präsident George Washington das so genannte Südterritorium ein, aus dem dann später der Staat Tennessee hervorging. 

## Weitere Karriere und Tod
Nach dem Ablauf seiner zweiten zusammenhängenden Amtszeit wurde Martin vom Abgeordnetenhaus seines Landes zum US-Senator ernannt. Dieses Verfahren hatte bis 1913 Bestand, als eine US-Verfassungsänderung die Direktwahl der Senatoren vorschrieb. Martin blieb bis 1799 im US-Senat. Das Parlament von North Carolina verweigerte ihm 1799 eine weitere Amtszeit im US-Kongress. Im Jahr 1804 wurde er nochmals in den Senat seines Heimatstaates gewählt. Die letzten siebzehn Jahre seines Lebens war er außerdem Kurator der University of North Carolina. Parteipolitisch gehörte Martin bis etwa 1790 zu den Föderalisten, wechselte dann aber zu den National Republikanern über. Er starb im November 1807 auf seiner Plantage Danbury.